# 민양항
민양항은 경상남도 통영시 인평동에 있는 어항이다. 2003년 1월 14일 어촌정주어항으로 지정하여 관리하고 있다. 시설관리자는 통영시장이다.

## 어항 구역
2003년 1월 14일 본 항의 어항구역을 고시하였다.

## 어항 시설
- 물양장 2개소, 선착장 7개소

## 주요 어종
- 굴